# Leptobotia posterodorsalis
Leptobotia posterodorsalis är en fiskart som beskrevs av Lan och Chen 1992. Leptobotia posterodorsalis ingår i släktet Leptobotia och familjen nissögefiskar. Inga underarter finns listade i Catalogue of Life.